# بيني كالب
بيني كالب (بالإنجليزية: Benny Culp)‏ هو لاعب كرة قاعدة أمريكي، ولد في 19 يناير 1914 في فيلادلفيا في الولايات المتحدة، وتوفي بنفس المكان في 13 أكتوبر 2000.

## وصلات خارجية
- بيني كالب على موقع دوري كرة القاعدة الرئيسي (الإنجليزية)
- بيني كالب على موقعبيزبول رفرنس.كوم (الدوري الرئيسي) (الإنجليزية)